# Lenar Rawilewitsch Fattachow
Lenar Rawilewitsch Fattachow (russisch Ленар Равилевич Фаттахов; * 12. Mai 2003) ist ein russischer Fußballspieler.

## Karriere
Fattachow begann seine Karriere bei Rubin Kasan. Im Februar 2022 stand er erstmals im Profikader Rubins. Im März 2022 gab er dann gegen ZSKA Moskau sein Profidebüt in der Premjer-Liga. Bis Saisonende kam er zu vier Einsätzen in der höchsten Spielklasse für Kasan, das allerdings aus dieser abstieg.